# Back to the Start
Back to the Start è un singolo promozionale della cantante britannica Lily Allen contenuto nel suo secondo album in studio, It's Not Me, It's You. Scritto dalla cantante in collaborazione con Greg Kurstin, il brano è stato pubblicato nel Regno Unito e in Australia il 17 aprile 2010 in formato vinile. Sono state stampate solo 1 000 copie del singolo, che tuttavia ha avuto successo nelle radio australiane, arrivando alla posizione ventunesima della classifica dell'airplay locale.

## Tracce
1. Back to the Start – 4:14
2. Kabul Shit – 3:45